# Alois Pfeiffer
Alois Pfeiffer (Bauerbach, Alemanya 1924 - íd. 1987) fou un sindicalista i polític alemany que va ser membre de la Comissió Europea entre 1985 i 1987.

## Biografia
Va néixer el 25 de setembre de 1924 a la ciutat de Bauerbach, població situada a l'estat de Hessen. Va estudiar treball forestal a la Universitat de Frankfurt.
Morí l'1 d'agost de 1987 a la seva residència de Bauerbach.

## Activitat política
Sindicalista i membre del Partit Socialdemòcrata d'Alemanya (SPD), entre 1969 i 1975 fou Secretari General del sindicat de l'horticultura, agricultura i silvicultura del seu país, càrrec des del qual defensà l'ús d'una política agrícola respectuosa amb el medi ambient.
El gener de 1985 fou nomenat membre de la Comissió Delors, esdevenint Comissari Europeu d'Assumptes Econòmics i Monetaris. Pfeiffer morí en l'exercici del seu càrrec europeu, sent substituït per Peter Schmidhuber.